# Androsace pubescens
Androsace pubescens är en viveväxtart som beskrevs av Dc. Androsace pubescens ingår i släktet grusvivor, och familjen viveväxter. Inga underarter finns listade i Catalogue of Life.

## Bildgalleri

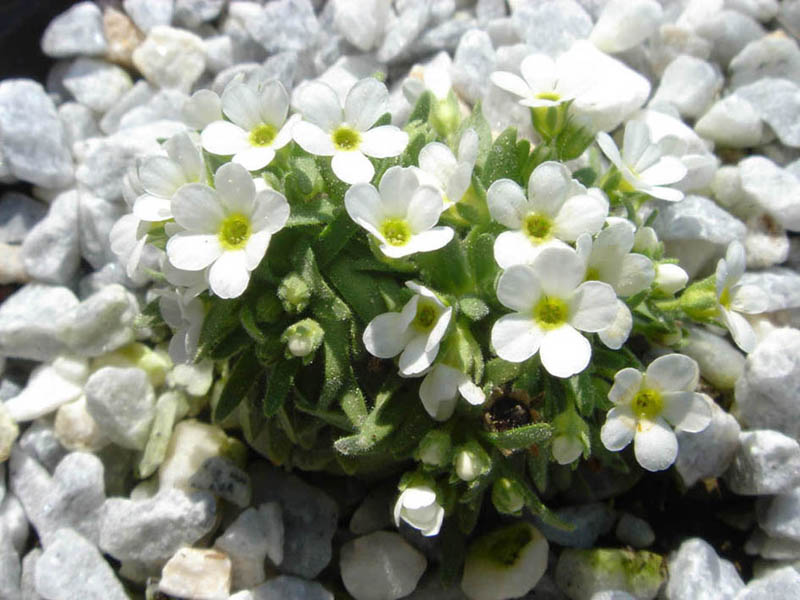